# Avenue de la Porte-de-Sèvres
L'avenue de la Porte-de-Sèvres est une voie située dans le quartier de Javel dans le 15e arrondissement de Paris.

## Situation et accès
L'avenue de la Porte-de-Sèvres est desservie par la ligne 3a du tramway à la station Balard, la ligne 2 du tramway à la station Suzanne Lenglen ainsi qu'à proximité par la ligne 8 du métro à la station Balard.

## Origine du nom
Elle porte ce nom car elle est située en partie sur l'emplacement de l'ancienne porte de Sèvres de l'enceinte de Thiers à laquelle elle mène.

## Historique
L'avenue de la Porte-de-Sèvres se trouve sur l'emplacement de l'ancienne porte de Sèvres au niveau des bastions nos 69 et 70 de l'enceinte de Thiers. Elle est prolongée vers le sud lors de la construction du boulevard périphérique en 1965.
En 2015, l'ensemble des services du ministère de la Défense, ainsi que tous les états-majors (terre, air et marine), répartis auparavant sur une dizaine de sites distincts dans la capitale, ont emménagé dans le quartier, sur deux sites voisins totalisant 300 000 m2 de surface hors œuvre nette (SHON). Ceux-ci étaient occupés auparavant respectivement par l'état-major de l'Armée de l'air et la base aérienne 117 (parcelle est), ainsi le service technique des constructions navales (dont le bassin des carènes) dépendant de la délégation générale pour l'Armement (parcelle ouest), les deux parcelles étant reliées par une passerelle enjambant l'avenue de la Porte-de-Sèvres.
Autrefois, ces terrains étaient respectivement occupés par :
- la Cité de l'Air accueillant l'état-major de l'Armée de l'air et la base aérienne 117 (parcelle est) ;
- le service technique des constructions navales (dont le bassin des carènes aujourd'hui démoli) dépendant de la délégation générale pour l'Armement (parcelle ouest).

Le 3 mai 2018, le Conseil de Paris vote à l'unanimité pour que l'avenue de la Porte-de-Sèvres soit dénommée « avenue du Colonel-Arnaud-Beltrame », en raison de la proximité du ministère de la Défense. Finalement c’est un jardin et une allée de Paris Centre, au 12 rue de Béarn, qui porte son nom, inaugurés en février 2020.

## Bâtiments remarquables et lieux de mémoire
- L'avenue débouche sur l'héliport de Paris - Issy-les-Moulineaux et l'Aquaboulevard.
- Une plaque commémorative comportant les noms des 143 exécutés, officiellement, au stand de tir de Balard, a été apposée le 23 avril 1961, sur le mur de la DGA, exactement là où était placé le stand[3].